# Anopheles asiatica
Anopheles asiatica är en tvåvingeart som beskrevs av Giles 1904. Anopheles asiatica ingår i släktet Anopheles och familjen stickmyggor. Inga underarter finns listade i Catalogue of Life.